# Галерија грбова Монголије
Галерија грбова Монголије обухвата актуелни Грб Монголије, историјске грбове Монголије и грбове провинција Монголије.

## Актуелни Грб Монголије
- Грб Монголије

## Историјски  грбови  Монголије
- Сојомбо Богд Каната (1911-1924)
- Сојомбо НР Монголије (1924—1939)
- Сојомбо НР Монголије (1939—1940)
- Грб НР Монголије (1940—1941)
- Грб НР Монголије (1941—1960)
- Грб НР Монголије (1960—1991)

## Грбови Провинција Монголије
- Грб провинције Архангај
- Грб провинције  Бајан-Улгиј
- Грб провинције Бајанхонгор
- Грб провинције  Булган
- Грб провинције  Гови-Алтај
- Грб провинције  Говисумбер
- Грб провинције  Дархан-Ул
- Грб провинције Дорнод
- Грб провинције Дорногови
- Грб провинције  Дундгови
- Грб провинције Орхон
- Грб провинције  Селенге
- Грб провинције  Субхатар
- Грб провинције  Тув
- Грб провинције Увс
- Грб провинције  Увурхангај
- Грб провинције  Улан Батор
- Грб провинције  Умнугови
- Грб провинције  Хентиј
- Грб провинције Ховд
- Грб провинције  Хувсгул
- Грб провинције  Џавхан